# Obruchevita
La obruchevita, también conocida como Itriopirocloro-(Y), es un mineral de valencia dominante cero del grupo del pirocloro. Su fórmula se puede escribir como (Na,Ca,Fe,Y,U)₂(Nb,Ti,Ta)₂(O,OH)₇; (Y,U,Ca)₂Nb₂O₆ (OH); o YNb₂O₆OH.

## Denominación
Su nombre común es obruchevita, aunque el primer nombre técnico que designaba este compuesto como "Itriopirocloro-(Y)" utilizado por Kalita (1957), y Ercit et al. (2003), ha quedado obsoleto, siendo sustituido por el término "Oxiitriopirocloro-(Y)" mencionado por Tindle & Breaks (1998).

## Historia
La obruchevita fue descubierta por E. I. Nefodovym en 1945 en pegmatitas procedentes del noroeste de Karelia (distrito Alakurtti). Fue descrita en detalle por A. P. Kalita en 1957, y su nombre es un homenaje al geólogo ruso Vladímir Óbruchev (1863-1956).

## Descripción
Mineral muy poco radiactivo, raro, irrelevante industrialmente.